# Marianne Kühn

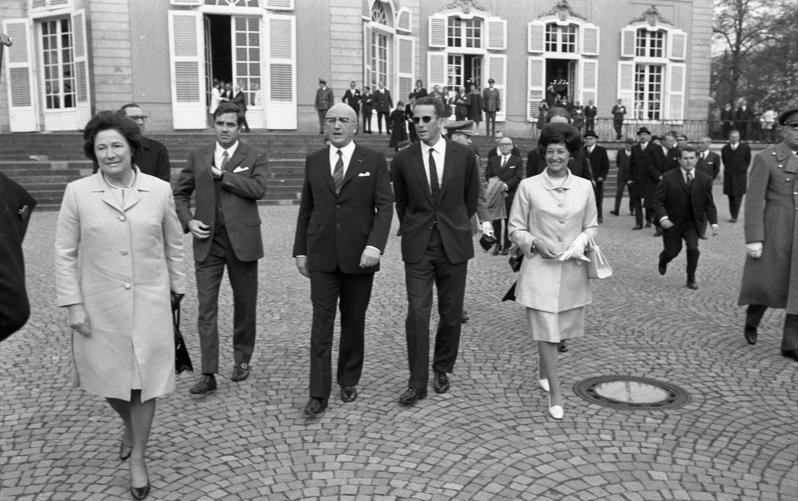
Marianne Kühn (mit weißer Handtasche) rechts neben dem König von Belgien

Marianne Kühn (* 17. November 1914 in Köln; † 13. Juni 2005 ebenda) war eine deutsche Politikerin (SPD) und Kunstsammlerin.

## Politik
Nach der Volksschule machte Marianne Kühn eine Ausbildung als Anwalts- und Notariatsgehilfin. Mit 15 Jahren war sie Mitglied bei den Roten Falken. Am 1. November 1932 trat sie in die SPD ein und kämpfte später mit ihrem Mann Heinz Kühn (1912–1992), den sie 1939 heiratete, in Belgien im Untergrund gegen die Nationalsozialisten in Deutschland. Nach dem Krieg ging sie mit ihrem Mann nach Köln zurück und blieb politisch aktiv. Von 1952 bis 1973 war sie für die SPD für den Stadtteil Dellbrück im Kölner Stadtrat. Ihr Mann war von 1966 bis 1978 Ministerpräsident von Nordrhein-Westfalen.

## Kunst
In den letzten Jahrzehnten nach ihrer politischen Karriere machte sich Marianne Kühn einen Namen als naive Malerin und Kunstmäzen. In ihrer Wohnung in Köln-Dellbrück betrieb sie seit 1979 eine Galerie und sammelte Kunst.
Nachdem ihre Heimatstadt es abgelehnt hatte, ihre Sammlung von Naiver Kunst als Schenkung anzunehmen, stiftete Marianne Kühn im Jahre 2003 etwa 650 Objekte dem Vestischen Museum in Recklinghausen.
Marianne Kühn starb 2005 im Alter von 90 Jahren. Die Grabstätte der Eheleute befindet sich auf dem Kölner Ostfriedhof (Flur 29).